# Alan Braxe
 (juillet 2022).
Si vous disposez d'ouvrages ou d'articles de référence ou si vous connaissez des sites web de qualité traitant du thème abordé ici, merci de compléter l'article en donnant les références utiles à sa vérifiabilité et en les liant à la section « Notes et références ».
Alan Braxe (prononcé : [bɹeɪks]), de son vrai nom Alain Quême, est un musicien français de  musique électronique affilié à la « French touch » dont il est le pionnier avec Daft Punk, Cassius et Air.  Il est le cousin de Stéphane Quême (DJ Falcon) et de Delphine Quême (Quartet), tous deux musiciens également.

## Carrière musicale
C'est en 1996 qu’Alan Braxe, inspiré par l’émergence de la house et de la techno qu’il avait découvertes en 1990, se met à composer ses propres morceaux, seul, à l’aide d’une poignée de machines.
Au bout de quelques mois, son premier single, Vertigo, sort sur le label Roulé (fin 1997). Dans la foulée (début 1998), à l’occasion d’un concert prévu au Rex Club, il demande à deux amis de l’aider à jouer sa musique en live : Benjamin Diamond (fondateur du label DiamondTraxx) au chant et Thomas Bangalter (fondateur du label Roulé, moitié de Daft Punk) au clavier. Durant leurs répétitions, ils tombent sur une boucle de Chaka Khan qui deviendra l’ossature de Music Sounds Better with You, tube planétaire sous le nom de Stardust.
Après cette expérience, Alan Braxe décide de se consacrer en parallèle à deux types d’activités : celle de remixeur et celle de producteur et de compositeur, travail de collaboration destiné à son label.
Il crée ainsi Vulture, son propre label indépendant, pour sortir la musique qu’il produit en compagnie d’autres musiciens.
En 2000, il sort Intro : cette première référence de son label est composée avec le bassiste Fred Falke, un ami de longue date. 
Ce premier disque entre directement dans les charts en France et devient un des tubes de l’année, repris dans tous les clubs. Intro s’est vendu à ce jour à plus de 180 000 exemplaires, tout en ne bénéficiant que d’une distribution indépendante.
Palladium, leur deuxième single ensemble, toujours sur Vulture, sort en mars 2002. Au départ, cet instrumental avait été écrit pour le projet DVD Vanity 9, une compilation vidéo d’artistes « house » français dirigée par Seb Janiak.
Il sortira ensuite un troisième single, Rubicon, toujours avec son partenaire Fred Falke, et dont pour l'occasion  Matthew K. Frost, réalisateur américain, fera une vidéo ainsi qu’un court métrage, tournés à Los Angeles, et dans lesquels d’ailleurs apparait le groupe The Like.
Parallèlement, Alan Braxe a aussi entamé une collaboration avec le chanteur et producteur parisien Romuald Lauverjon. Ensemble, sous le nom The Paradise, ils ont sorti In Love With You en mai 2003, single de house entêtante avec la voix de Romuald.
En 2005, il publie une compilation sur son label Vulture intitulée The Upper Cuts, réunissant les morceaux cités précédemment. Remarquons que la pochette a été réalisée par Death Squad, c'est-à-dire Xavier de Rosnay (moitié du groupe Justice) et Bertrand Lagros de Langeron, connu également sous le nom de So_Me.
À côté de toutes ces collaborations, Alan Braxe a multiplié  les projets de remixes. Il s’est ainsi attelé à reconstruire le single Anticipating de Britney Spears, après s’être attaqué à des classiques Alarm Call de Björk ou encore à des morceaux façonnés pour les clubs comme Daddy’s Favourite, At Night de Shakedown ou encore  Your Arms de Benjamin Diamond.
En 2007, Alan Braxe et Kris Menace collaborent sur le titre Lumberjack.
Plus tard dans l'année, Alan Braxe publie une compilation intitulée Vulture Music Mixed By Alan Braxe au Japon uniquement, cette compilation contient un certain nombre de titres exclusifs.
La même année, il sort plusieurs remix, dont un de D.A.N.C.E. de Justice sur le label Ed Banger Records.
En 2013, il sort un nouvel EP en collaboration avec The Spimes (duo composé de Madj'ik et de Romuald Lauverjon) nommé Moments in Time qui a la particularité de ne posséder qu’une distribution numérique.
Il revient sur la scène musicale en 2018 avec un remix remarqué de « Les Oxalis » de Charlotte Gainsbourg.
En novembre 2018, il a annoncé travailler sur un nouvel EP.
Le 28 juin 2019, il publie une version remasterisée de Music Sounds Better With You. Le morceau est notamment réédité sur support vinyle et possède enfin une version numérique.
Le 20 septembre 2019, il publie une première version d'un nouveau morceau en collaboration avec Madj'ik intitulé Inner Circles et a annoncé une sortie officielle pour 2020.
Le 8 octobre 2019, il annonce un nouvel EP, nommé The Ascent, qui sortira le 15 novembre de la même année sur son label Vulture Music et publie Words, une des pistes de The Ascent. Il annonce aussi qu'il souhaite revenir sur la scène musicale et qu'il se remettra à publier des morceaux de manière régulière. Pour cela, il souhaite revenir aux bases et décide se limiter à un mélangeur, une unité de délai et un échantillonneur pour ses compositions. Peu de temps après, il sort sur les plateformes de streaming un remix inédit d'In Love With You qu'il utilisait dans ses DJ sets depuis quelques années.
En 2022, il fonde le groupe Braxe + Falcon avec son cousin DJ Falcon. Fin mars, ils sortent leurs premiers morceaux Creative Source et Step By Step dont le second contient des paroles chantées par le musicien américain Panda Bear. Un premier EP voit le jour en juin: il s'agit du Step By Step EP, contenant deux nouvelles productions et une version bonus de Step By Step en plus des deux morceaux révélés en mars. Ils se mettent aussi aux remixes, à commencer par le titre Bubble Guts du producteur et DJ canadien A-Trak[réf. nécessaire].

## Discographie

### Remixes
- 1998 : Alarm Call (de Björk)
- 1998 : I Feel Good Things For You (de Daddy's Favourite)
- 1998 : Loopduell 1 (de Ian Pooley)
- 1999 : I Fall In Love (de B.O.C. Productions)
- 2000 : In Your Arms (de Benjamin Diamond)
- 2002 : Anticipating (de Britney Spears)
- 2002 : At Night (de Shakedown)
- 2005 : Heartbeat (de Annie)
- 2005 : Let's Get High (de Benjamin Diamond)
- 2006 : Discopolis (de Lifelike et Kris Menace)
- 2006 : So Far Away (de John Lord Fonda)
- 2006 : That's What Dreams Are Made For (de Space Cowboy)
- 2007 : 2 Hearts (de Kylie Minogue)
- 2007 : The Cult of the Romance (de Fenech-Soler)
- 2009 : Broken hearted girl (de Beyonce)
- 2009 : Life Is Still Beautiful (de The Orange Lights)
- 2010 : Los Feeling (de Visitor)
- 2010 : White Knuckle Ride (de Jamiroquaï)
- 2011 : The Writer (de Ellie Goulding)
- 2011 : Too Much MIDI (de Ford & Lopatin)
- 2011 : Narcissus (de Pacific!)
- 2011 : X Girl (de Teenage Bad Girl)
- 2013 : Evil Eye (de Franz Ferdinand)
- 2014 : Speed (de The Toxic Avenger)
- 2014 : An Open Heart (de Bright Light)
- 2014 : Overdrive (de Lifelike)
- 2018 : Les Oxalis (de Charlotte Gainsbourg)

#### avec Fred Falke
- 2005 : Black History Month (de Death From Above 1979)
- 2005 : Number 1 (de Goldfrapp)
- 2005 : Only This Moment (de Röyksopp)
- 2006 : Bossy (de Kelis)
- 2006 : Kelly (de Van She)
- 2006 : Girl That Speaks No Word (de The Infadels)
- 2006 : Mona Lisa's Child (de Keith)
- 2006 : Runaway (de Jamiroquai)
- 2006 : What's Your Damage ? (de Test Icicles)
- 2007 : Alright (de Jamiroquai)
- 2007 : D.A.N.C.E. (de Justice)
- 2007 : Take It Like A Man (de Dragonette)

#### Braxe + Falcon
- 2022 : Bubble Guts (de A-Trak)
- 2022 : Eleanor (de Hot Chip)
- 2022 : Good Times (de Jungle)
- 2023 : Winter Solstice (de Phoenix)
- 2023 : Something On My Mind (de Purple Disco Machine)